# Draga pri Šentrupertu
Draga pri Šentrupertu este o localitate din comuna Šentrupert, Slovenia, cu o populație de 98 de locuitori.